# 魯伊·科斯塔 (自由車運動員)
魯伊·阿爾貝托·法里亞·達·科斯塔（葡萄牙語：Rui Alberto Faria da Costa，1986年10月5日—）是一位葡萄牙職業公路自行車選手，目前效力於國際自由車總會一級職業車隊阿聯酋航空。他最著名的是贏得在義大利托斯卡尼的2013年世界公路自由車錦標賽（首位葡萄牙冠軍得主）、2011及2013年環法自由車賽的3個賽段冠軍，以及2012、2013和2014年環瑞士自由車賽冠軍，成為首位連續三年贏得此賽事的自行車選手。

## 外部連結
- Rui Costa at Cycling Quotient （页面存档备份，存于）
- 魯伊·科斯塔在ProCyclingStats的頁面
- 魯伊·科斯塔 at Cycling Archives

| 獎項                         | 獎項                              | 獎項        |
| ---------------------------- | --------------------------------- | ----------- |
| 前任： 埃爾德·羅德里格斯（Hélder Rodrigues） | 年度葡萄牙運動員 2012、2013、2014 | 繼任： 現任 |